# Denguin
Denguin là một xã trong tỉnh Pyrénées-Atlantiques, thuộc vùng Nouvelle-Aquitaine của nước Pháp, có dân số là 1462 người (thời điểm 1999).

## Những người con của thành phố
- Pierre Bourdieu, nhà xã hội học